# Вітлі (округ, Кентуккі)
Шаблон:StateAbbr_ 36°46′ пн. ш. 84°09′ зх. д. / 36.76° пн. ш. 84.15° зх. д.
Округ  Вітлі (англ. Whitley County) — округ (графство) у штаті  Кентуккі, США. Ідентифікатор округу 21235.

## Історія
Округ утворений 1818 року.

## Демографія
За даними перепису 
2000 року 
загальне населення округу становило 35865 осіб, зокрема міського населення було 13625, а сільського — 22240.
Серед мешканців округу чоловіків було 17311, а жінок — 18554. В окрузі було 13780 домогосподарств, 9888 родин, які мешкали в 15288 будинках.
Середній розмір родини становив 3,01.
Віковий розподіл населення поданий у таблиці:
| Стать    | До 15 років | 15-21 | 22-29 | 30-39 | 40-49 | 50-65 | 65-85 | Понад 85 |
| -------- | ----------- | ----- | ----- | ----- | ----- | ----- | ----- | -------- |
| Чоловіки | 3891        | 2050  | 1771  | 2422  | 2423  | 2871  | 1735  | 148      |
| Жінки    | 3741        | 2030  | 1859  | 2602  | 2528  | 3043  | 2336  | 415      |

## Суміжні округи
- Лорел — північ
- Нокс — північний схід
- Белл — схід
- Клейборн, Теннессі  — південний схід
- Кемпбелл, Теннессі — південь
- Маккрірі — захід

## Виноски
1. ↑  U.S. Decennial Census. United States Census Bureau. Архів оригіналу за 4 квітня 2018. Процитовано 20 серпня 2014.
2. ↑  Historical Census Browser. University of Virginia Library. Архів оригіналу за 11 серпня 2012. Процитовано 20 серпня 2014.
3. ↑  Population of Counties by Decennial Census: 1900 to 1990. United States Census Bureau. Архів оригіналу за 13 жовтня 2014. Процитовано 20 серпня 2014.
4. ↑  Census 2000 PHC-T-4. Ranking Tables for Counties: 1990 and 2000 (PDF). United States Census Bureau. Архів оригіналу (PDF) за 18 грудня 2014. Процитовано 20 серпня 2014.
5. ↑  State & County QuickFacts. United States Census Bureau. Архів оригіналу за 22 липня 2011. Процитовано 6 березня 2014.(англ.) Наведено за англійською вікіпедією.
6. ↑  American FactFinder. Бюро перепису населення США. Архів оригіналу за 21 травня 2008. Процитовано 31 січня 2008.

| США | Це незавершена стаття з географії США. Ви можете допомогти проєкту, виправивши або дописавши її. |